# 바이올렛 (숲의 요정 페어리루)
바이올렛은 숲의 요정 페어리루의 등장인물이다.

## 생김새
보라색 단발머리와 눈, 제비꽃을 연상시키는 옷을 입고 있다.

## 성격
친절하고 생각이 깊은 편이다. 또한 패션 디자인에 관심이 많다.

## 다른 캐릭터들과의 관계

### 리프, 해바라기, 로즈, 린
서로 돕는 좋은 친구들.

### 연보라
버디와 친구로서 좋은 휴머루.